# 7322 Lavrentina
A 7322 Lavrentina (ideiglenes jelöléssel 1979 SW2) a Naprendszer kisbolygóövében található aszteroida. Nyikolaj Sztyepanovics Csernih fedezte fel 1979. szeptember 22-én.